# Kefersteinia
Kefersteinia é um género botânico pertencente à família das orquídeas (Orchidaceae). Foi proposto por Reichenbach f., em Botanische Zeitung. Berlin 10: 633, em 1852. A espécie tipo é a Kefersteinia graminea (Lindley) Rchb.f., anteriormente descrita como Zygopetalum gramineum Lindley. O nome do gênero é uma homenagem a Keferstein, orquidófilo alemão.

## Distribuição
Abriga cerca de sessenta pequenas espécies epífitas, ocasionalmente terrestres, sem pseudobulbos, de crescimento cespitoso, que habitam as florestas equatorais e tropicais da crescimento cespitoso próxima dos Andes, América Central, e noroeste da América do Sul, além de algumas espécies andinas de áreas frias de altitude. Até o presente momento, uma única espécie registrada para o Brasil, recentemente descoberta.

## Descrição
Vegetativamente, trata-se de gênero próximo de Chondrorhyncha. Caracteriza-se este gênero por apresentarem fascículos de folhas, herbáceas, levemente multinervuradas e flácidas, que crescem disticamente, separados por curto rizoma. A curta inflorescência é solitária, cresce a partir da axila das Baínhas foliares, é horizontal ou pendente pelo peso da flor. 
As flores em regra pubescentes, ocasinalmente glabras, possuem sépalas planas ou torcidas, mais longas que as pétalas, de margens variadas, fimbriadas ou lisas, as laterais algumas vezes retorcidas. O labelo é algo versátil, em regra envolve os lados da base da coluna, na base apresenta alta calosidade em formato de pedestal, a lâmina é grande e variável, em regra apicalmente curvada para trás, de margens onduladas até longamente fimbriadas quase sempre pubescente. coluna carnosa, semi terete, clavada, com extremidade alargada em pequenas aurículas inferiores. A antera é terminal, grande, e apresenta quatro polínias cerosas.